# Крих Юрій Дмитрович
Юрій Дмитрович Крих (23 березня 1907, село Рогузьке, Томашівський повіт, Люблінська губернія, Російська імперія, тепер Польща — 22 лютого 1991, м. Івано-Франківськ, УРСР, СРСР) — український скрипаль, диригент оркестру, педагог, професор. Депутат Верховної Ради СРСР 1-го скликання (з 1940 року).

## Біографія
У 1914 — 1922 р. — навчався у місті Гадячі Полтавської губернії, куди переїхала його родина. У 1922 році переїхав до Львова.
З 1922 року навчався у філії Вищого музичного інституту імені Миколи Лисенка в місті Перемишлі. У 1928 закінчив клас гри на скрипці та диригування Львівської консерваторії; працював у ній асистентом.
З 1930 — викладач класу скрипки і теоретичних дисциплін у музичних школах міста Тернополя.
У 1933 — 1934 р. удосконалював музичну майстерність у Жака Тібо в Парижі (Франція), учасник міжнародного Конкурсу скрипалів.
Повернувшись до Тернополя, продовжив викладати музику в школах та гімназії «Рідної школи», співпрацював у музичному товаристві «Бояна», диригував оркестром Тернопільської української гімназії. Концертував у супроводі дружини у Тернополі, Чорткові, Львові та інших містах Галичини.
У жовтні 1939 — депутат Народних зборів Західної України. У 1939—1941 р. — директор Тернопільської музичної школи для дітей, вечірньої загальноосвітньої школи для дорослих, диригент оркестру Тернопільського драматичного театру імені Івана Франка.
26 липня 1941 року був заарештований німецьким гестапо, але невдовзі звільнений. У 1941 — 1944 р. — у Львові, працював у Львівській музичній школі. У 1943 — 1944 роках виступав із концертами в Австрії, Німеччині, Франції, Чехії та Польщі.
З червня 1944 — заступник начальника Львівського обласного відділу мистецтв. У 1944 — 1950 р. — заступник директора, проректор з науково-навчальної роботи Львівської державної консерваторії імені Миколи Лисенка.
У 1950 — 1958 р. — професор Київської консерваторії. У 1958 — 1960 р. — завідувач кафедри музики Бердичівського педагогічного інституту.
У 1960 — 1990 р. — професор, завідувач кафедри музики Івано-Франківського педагогічного інституту.
Співавтор посібника «Школа гри на скрипці» (К. 1968, Крих Ю., Лужний В.), автор 30 наукових статей.
Трагічно загинув.